# Liste der Einträge im National Register of Historic Places im Arkansas County
Die Liste der Registered Historic Places im Arkansas County führt alle Bauwerke und historischen Stätten im Arkansas County in Arkansas auf, die in das National Register of Historic Places aufgenommen wurden.

## Aktuelle Einträge
| Lfd. Nr. | Name                                            | Bild | Datum der Eintragung | Adresse/Lage                                                                  | Ort             | ID-Nr.   | Beschreibung                                              |
| -------- | ----------------------------------------------- | ---- | -------------------- | ----------------------------------------------------------------------------- | --------------- | -------- | --------------------------------------------------------- |
| 1        | A.M. Bohnert Rice Plantation Pump #2 Engine     |      | 23. Sep. 2010        | südöstliche Ecke von US 165 und Post Bayou Lane                               | Gillett         | 10000783 |                                                           |
| 2        | Arkansas County Courthouse-Northern District    |      | 20. Nov. 1992        | südwestliche Ecke der Kreuzung von E. 3rd St. und S. College St.              | Stuttgart       | 92001621 |                                                           |
| 3        | Arkansas County Courthouse-Southern District    |      | 20. Nov. 1992        | Courthouse Sq.                                                                | DeWitt          | 92001620 |                                                           |
| 4        | Arkansas Post National Memorial                 |      | 15. Okt. 1966        | 13 km südöstlich von Gillett an AR 1 und 169                                  | Gillett         | 66000198 | Hat außerdem den Status eines National Historic Landmarks |
| 5        | L.A. Black Rice Milling Association Inc. Office |      | 29. Jan. 2013        | 508 S. Monroe St.                                                             | DeWitt          | 12001229 |                                                           |
| 6        | Paul and Ella Buerkle House                     |      | 4. Jan. 2022         | 109 East 11th St.                                                             | Stuttgart       | 12001229 |                                                           |
| 7        | Crocketts Bluff Hunting Lodge                   |      | 1. Aug. 2008         | Ende einer Schotterstraße, die dort beginnt, wo Hwy 153 nach Süden abbiegt    | Crocketts Bluff | 08000723 |                                                           |
| 8        | DeWitt Commercial Historic District             |      | 27. Apr. 2010        | grob begrenzt durch N. Washington St., 2nd St., S. Adams Ave. und Gibson Ave. | DeWitt          | 10000213 |                                                           |
| 9        | DeWitt Post Office                              |      | 14. Aug. 1998        | 221 W. Cross St.                                                              | DeWitt          | 98000915 |                                                           |
| 10       | First United Methodist Church                   |      | 4. Sep. 1992         | Kreuzung von Jefferson St. und Cross St.                                      | DeWitt          | 92001158 |                                                           |
| 11       | Halliburton House                               |      | 5. Nov. 1974         | 300 W. Halliburton St.                                                        | DeWitt          | 74000464 |                                                           |
| 12       | Immanuel High School-AR0280                     |      | 24. Jan. 2007        | 68 Immanuel Rd.                                                               | Almyra          | 06001282 |                                                           |
| 13       | Maxwell Street Bridge                           |      | 8. Apr. 2011         | Maxwell St. östlich der Jefferson St.                                         | DeWitt          | 10001148 |                                                           |
| 14       | Menard-Hodges Mounds (3AR4)                     |      | 31. Okt. 1985        | Adresse Verschlusssache                                                       | Nady            | 85003542 | Hat außerdem den Status eines National Historic Landmarks |
| 15       | North Jackson Street Bridge                     |      | 8. Apr. 2011         | North Jackson St. über den Holt Branch                                        | DeWitt          | 10001151 |                                                           |
| 16       | North Washington Street Bridge                  |      | 22. Jan. 2014        | N. Washington St. over Holt Branch                                            | DeWitt          | 13001102 |                                                           |
| 17       | Arkansas 11, Old, Kauffman Road Segment         |      | 20. Sep. 2006        | Kauffman Rd.                                                                  | Stuttgart       | 06000834 |                                                           |
| 18       | Old Gillett Jail                                |      | 22. Mai 2007         | 207 Main St.                                                                  | Gillett         | 07000440 |                                                           |
| 19       | Riceland Hotel                                  |      | 21. Mai 1986         | Ecke Third St. und Main St.                                                   | Stuttgart       | 86001105 |                                                           |
| 20       | Roland Site                                     |      | 2. Mai 1975          | Adresse Verschlusssache                                                       | Tichnor         | 75000372 |                                                           |
| 21       | St. Charles Battle Monument                     |      | 3. Mai 1996          | Kreuzung von Arkansas St. und Broadway                                        | St. Charles     | 96000505 |                                                           |
| 22       | St. Charles Battle Site                         |      | 2. Dez. 1974         | Brücke der AR 1 über den White River                                          | St. Charles     | 74000465 |                                                           |
| 23       | Standard Ice Company Building                   |      | 2. Juli 1979         | 517 S. Main St.                                                               | Stuttgart       | 79003433 |                                                           |
| 24       | Stuttgart Commercial Historic District          |      | 4. Juni 2007         | grob begrenzt durch 1st St., College St., 6th St. und Maple St.               | Stuttgart       | 07000502 |                                                           |
| 25       | Tichnor Rice Dryer and Storage Building         |      | 22. Sep. 2006        | 1030 AR 44                                                                    | Tichnor         | 06000911 |                                                           |
| 26       | US Post Office-Stuttgart                        |      | 14. Jan. 2004        | 302 S. Maple                                                                  | Stuttgart       | 03001380 |                                                           |